# Baština

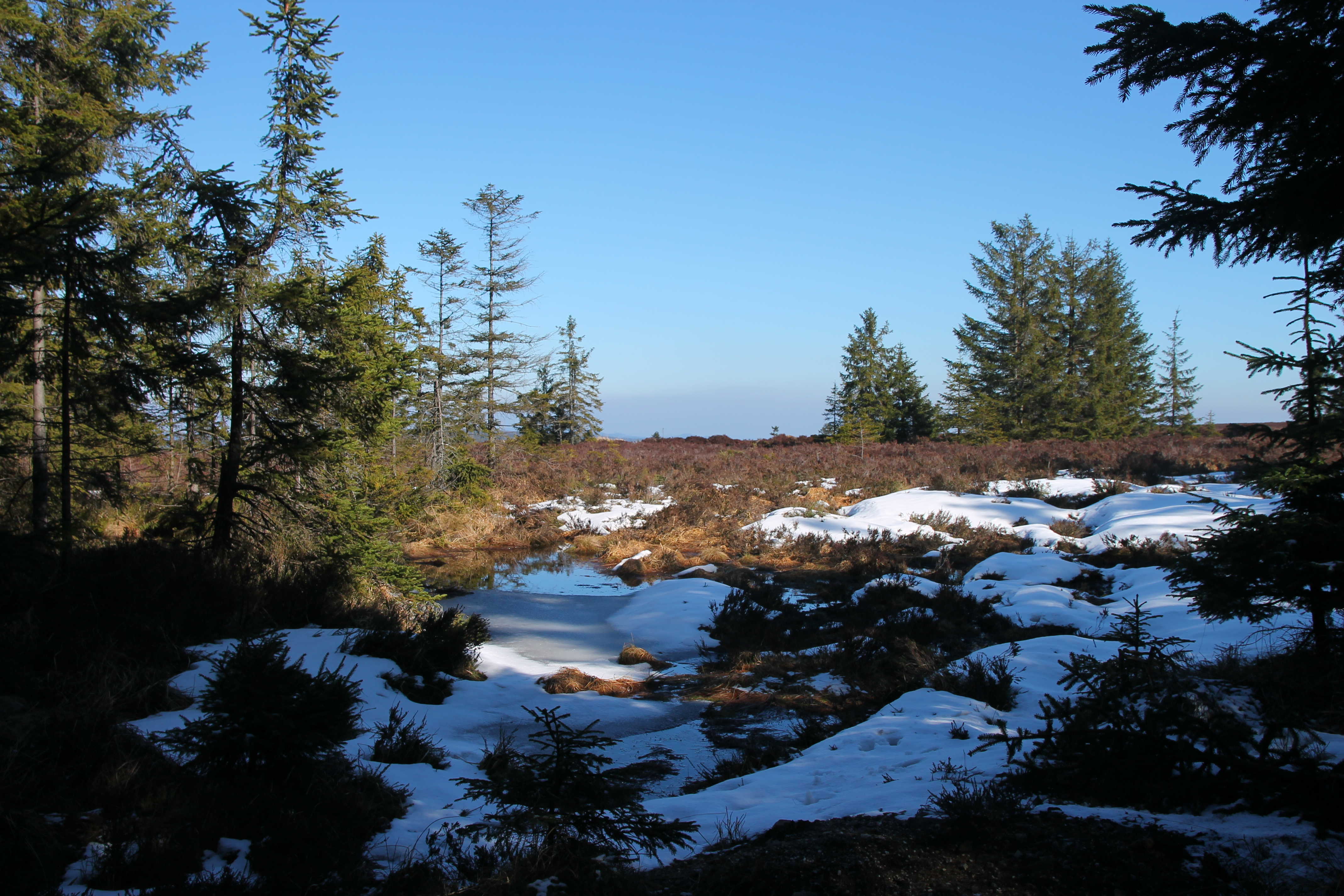
Okolí vrcholu Toku

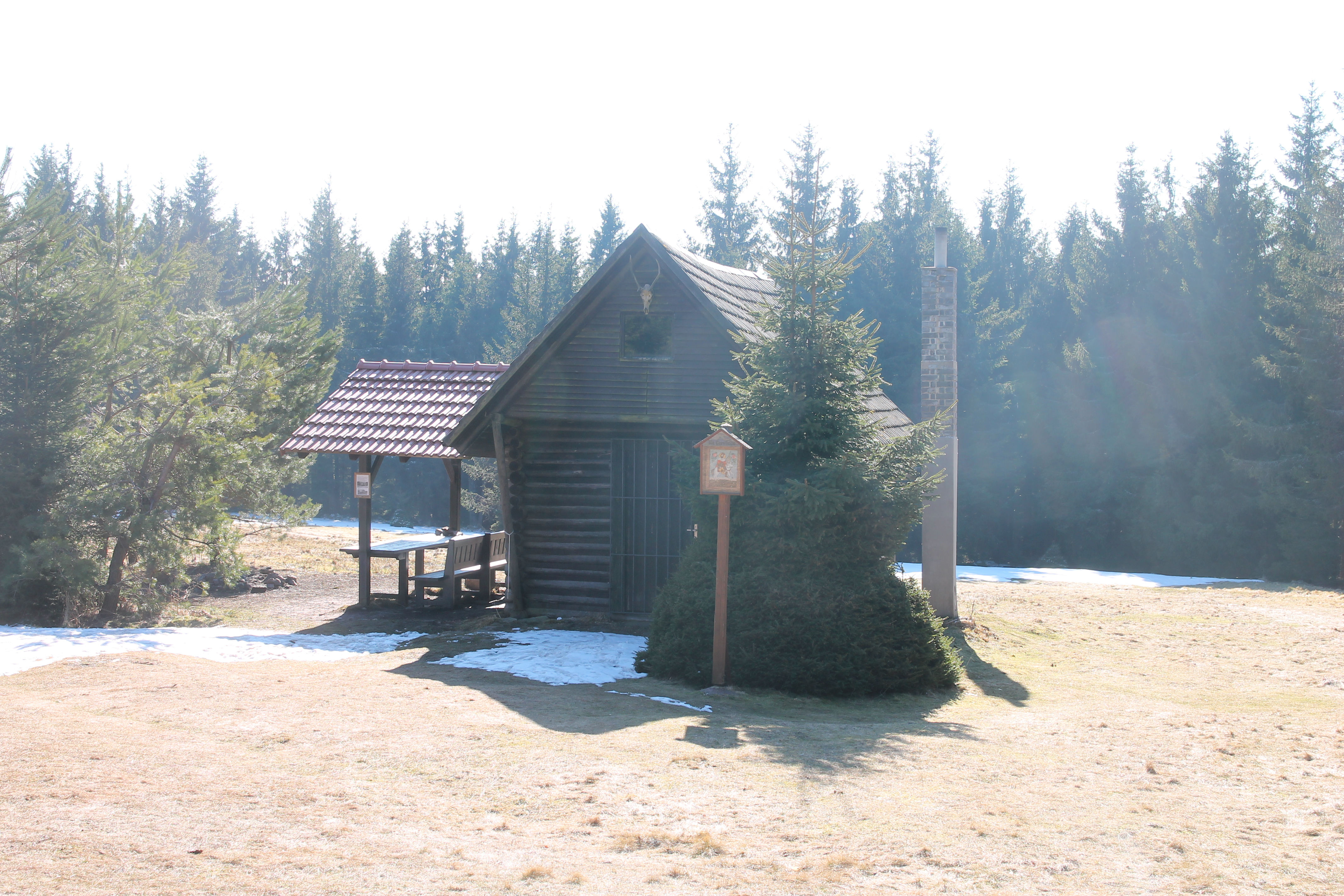
Carvánka

Baština je zrušené katastrální území, jež se rozkládalo v bývalém vojenském újezdu Brdy.

## Historický přehled
Ve svojí původní podobě se jednalo o malé katastrální území o rozloze 873,3443 hektarů, jež se rozkládalo ve střední části území vojenského újezdu Brdy na západě moderního katastrálního území Obecnice v Brdech. Původně se jednalo o jednu ze dvou exkláv obce Hvozdec. Nachází se zde lokalita Carvánka, v níž se nacházela stejnojmenná myslivna. U východního okraje takto vymezeného katastru se na moderní parcele č. 308 dříve nacházela Kloboučská fořtovna. Tento malý katastr byl vždy zalesněný a kromě obou výše zmíněných mysliven zde nebylo žádné další osídlení. Ve druhé polovině 20. století byla Baština obci Hvozdec odejmuta a začleněna do vojenského újezdu Brdy. Roku 2003 byla západní polovina katastrálního území Baština přičleněna k rozšířenému katastrálnímu území Těně I a ke zbývající části Baštiny byla až do roku 2014 připojena celá jihovýchodní část území vojenského újezdu Brdy. K 10. únoru 2014 bylo katastrální území Baština sice úplně zrušeno, avšak celé jeho původní území bylo opětovně sjednoceno v rámci nově vytvořeného katastrálního území Obecnice v Brdech, které se stalo k 1. lednu 2016 součástí obce Obecnice.